# Хорватія на пісенному конкурсі Євробачення
Хорватія бере участь у пісенному конкурсі «Євробачення» щорічно з 1993 року, пропустивши конкурс 2014 та 2015 років. Найкращим результатом хорватських музикантів на конкурсі було Гран-прі гурту Riva у 1989 році, однак тоді цей гурт презентував Югославію. Після здобуття незалежності найкращим результатом Хорватії стало 2-е місце, яке здобув Baby Lasagna з піснею «Rim Tim Tagi Dim» у 2024 році.

## Історія участі

### У складі Югославії
Десять представників Югославії на Євробаченні були з Хорватії в 1963, 1968, 1969, 1971, 1972, 1986, 1987, 1988, 1989 і 1990 роках. У 1989 році, єдину перемогу Югославії здобув саме хорватський гурт Riva з піснею «Rock me», що дозволило країні провести конкурс 1990 року в Загребі.

### 1990-ті
У лютому 1993 року HRT організував хорватський телевізійний фестиваль (Hrvatski televizijski festival), у якому переміг гурт Put з піснею «Don't Ever Cry». Спочатку пісня зайняла 3-є місце у попередньому відборі «Kvalifikacija za Millstreet», що дозволило Хорватії взяти участь у конкурсі 1993 року. Hrvatski televizijski festival також проводився для Євробачення 1994, поки не був перейменований на «Dora» в 1995 році. До 2024 року найкращим результатом Хорватії на конкурсі вважалося 4-е місце, яке здобули Майя Благдан у 1996 та Доріс Драгович у 1999 роках.

### 2000—2009
Хорватія продовжила обирати своїх представників завдяки фестивалю «Dora». У 2000 та 2001 роках країна посіла 9-е та 10-е місце відповідно завдяки Горану Карану з піснею «Kad zaspu anđeli» та співачці Ванні з піснею «Strings of My Heart». У 2005 році Борис Новкович зайняв 11-е місце з піснею «Vukovi umiru sami», через що країні не довелося змагатися у півфіналі наступного року. В Афінах, представницею Хорватії стала Северина Вучкович з піснею «Moja štikla», яка фінішувала 12-ою та отримала 12 балів від Боснії і Герцеговини. У 2007 році, Хорватія вперше не змогла пройти у фінал, посівши 16-е місце у півфіналі. Країна знову брала участь у фіналі в 2008 році, де зайняла лише 21-е місце із 44 балами. У півфіналі 2009 року, Ігор Цурков та Андреа Шушняра посіли 13-е місце, однак завдяки голосуванню резервного журі, їм вдалося пройти до фіналу.

### 2010—2019
Обидві переможниці фестивалю «Dora» 2010 та 2011 років, Feminnem і Дарія Кінцер відповідно, не змогли пройти до фіналу на конкурсах 2010 та 2011 років. У 2012 році, вперше з моменту дебюту Хорватії на Євробаченні, був проведений внутрішній відбір. На конкурсі в Баку, представниця країни Ніна Бадріч з піснею «Nebo» посіла 12-е місце у другому півфіналі та отримала 42 бали, тим самим не пройшовши до фіналу. На Євробаченні 2013 в Мальме, гурт Klapa s Mora з піснею «Mižerja» також не зміг отримати кваліфікацію у фінал, та фінішував 13-им у першому півфіналі.
19 вересня 2013 року HRT оголосив, що Хорватія вперше в історії Євробачення не братиме участі в конкурсі 2014 року, посилаючись на фінансові труднощі, а також низькі результати між 2010 та 2013 роками. Країна також не повернулася у 2015 році та вперше відмовилась транслювати конкурс.
Повернення відбулося у 2016 році. Представницею країни стала Ніна Краліч — переможниця хорватської версії шоу «The Voice». У Стокгольмі, її пісня «Lighthouse» пройшла у фінал та зайняла 23-є місце. У 2017 році Хорватію предсталяв Жак Худек, який до цього був тренером Ніни Краліч у «The Voice». У Києві, його пісня «My Friend» посіла 13-е місце у фіналі. Шляхом внутрішнього відбору, Франка Бателич отримала право представляти країну на Євробаченні 2018 з піснею «Crazy». Однак, у першому півфіналі співачка фінішувала 17-ою із 63 балами та не потрапила у фінал. На сьогодні, це найгірший результат країни на конкурсі.
30 жовтня 2018 року HRT оголосив, що національний фінал «Dora» повернеться у 2019. Переможцем став Роко Блажевич. Його пісня «The Dream» не змогла пройти у фінал конкурсу 2019 року.

### 2020—2024
Дамір Кеджо мав представляти Хорватію у 2020 році, але через пандемію COVID-19 конкурс скасували. Переможці наступних двох фестивалів «Dora» Альбіна Грчич та Міа Дімшич не змогли пройти у фінал конкурсів 2021 та 2022 років. На Євробаченні 2023 гурт Let 3 здобув першу кваліфікацію країни у фіналі вперше з 2017 року та зайняв 13-е місце з піснею «Mama ŠČ!».
Наступного року, перемогу на фестивалі «Dora» здобув Baby Lasagna з піснею «Rim Tim Tagi Dim». У першому півфіналі він посів 1-е місце зі 177 балами. У фіналі 11 травня співак зайняв 2-е місце та отримав 547 балів, здобувши найкращий результат Хорватії на конкурсі.

## Учасники Євробачення від Хорватії
Умовні позначення
     Переможець
     Друге місце
     Третє місце
     Четверте місце
     П'яте місце
     Останнє місце
     Автоматичний фіналіст
     Не пройшла до фіналу
     Участь скасовано
     Не брала участі
| Рік                               | Місце проведення | Виконавець                   | Пісня                    | Мова                   | Переклад                   | Фінал                            | Фінал                            | Півфінал                         | Півфінал                         |
| Рік                               | Місце проведення | Виконавець                   | Пісня                    | Мова                   | Переклад                   | Місце                            | Бали                             | Місце                            | Бали                             |
| --------------------------------- | ---------------- | ---------------------------- | ------------------------ | ---------------------- | -------------------------- | -------------------------------- | -------------------------------- | -------------------------------- | -------------------------------- |
| 1993                              | Мілстріт         | Put                          | «Don't Ever Cry»         | англійська, хорватська | Ніколи не плач             | 15-е                             | 33                               | 3-є                              | 51                               |
| 1994                              | Дублін           | Тоні Цетинський              | «Nek'ti bude ljubav sva» | хорватська             | Нехай уся любов буде твоєю | 16-е                             | 27                               | Без півфіналів                   | Без півфіналів                   |
| 1995                              | Дублін           | Magazin & Лідія              | «Nostalgija»             | хорватська             | Ностальгія                 | 6-е                              | 91                               | Без півфіналів                   | Без півфіналів                   |
| 1996                              | Осло             | Мая Благдан                  | «Sveta ljubav»           | хорватська             | Свята любов                | 4-е                              | 98                               | 19-е                             | 30                               |
| 1997                              | Дублін           | E.N.I.                       | «Probudi me»             | хорватська             | Розбуди мене               | 17-е                             | 24                               | Без півфіналів                   | Без півфіналів                   |
| 1998                              | Бірмінгем        | Даніела Мартинович           | «Neka mi ne svane»       | хорватська             | Не дай мені зрозуміти      | 5-е                              | 131                              | Без півфіналів                   | Без півфіналів                   |
| 1999                              | Єрусалим         | Доріс Драгович               | «Marija Magdalena»       | хорватська             | Марія Магдалина            | 4-е                              | 118                              | Без півфіналів                   | Без півфіналів                   |
| 2000                              | Стокгольм        | Горан Каран                  | «Kad zaspu anđeli»       | хорватська             | Коли ангели засинають      | 9-е                              | 70                               | Без півфіналів                   | Без півфіналів                   |
| 2001                              | Копенгаген       | Ванна                        | «Strings of My Heart»    | англійська             | Струни мого серця          | 10-е                             | 42                               | Без півфіналів                   | Без півфіналів                   |
| 2002                              | Таллінн          | Весна Писарович              | «Everything I Want»      | англійська             | Все, що я хочу             | 11-е                             | 44                               | Без півфіналів                   | Без півфіналів                   |
| 2003                              | Рига             | Клаудія Бені                 | «Više nisam tvoja»       | англійська, хорватська | Я вже не твоя              | 15-е                             | 29                               | Без півфіналів                   | Без півфіналів                   |
| 2004                              | Стамбул          | Іван Микулич                 | «You Are the Only One»   | англійська             | Ти єдина                   | 12-е                             | 50                               | 9-е                              | 72                               |
| 2005                              | Київ             | Борис Новкович               | «Vukovi umiru sami»      | хорватська             | Вовки гинуть поодинці      | 11-е                             | 115                              | 4-е                              | 169                              |
| 2006                              | Афіни            | Северина Вучкович            | «Moja štikla»            | хорватська             | Мій каблук                 | 12-е                             | 56                               | Топ-11 у минулому році           | Топ-11 у минулому році           |
| 2007                              | Гельсінкі        | Dragonfly & Дадо Топич       | «Vjerujem u ljubav»      | англійська, хорватська | Я вірю в кохання           | Не вдалося кваліфікуватися       | Не вдалося кваліфікуватися       | 16-е                             | 54                               |
| 2008                              | Белград          | Kraljevi Ulice & 75 Cents    | «Romanca»                | хорватська             | Романтика                  | 21-е                             | 44                               | 4-е                              | 112                              |
| 2009                              | Москва           | Ігор Цукров і Андреа Шушняра | «Lijepa Tena»            | хорватська             | Красуня Тена               | 18-е                             | 45                               | 13-е                             | 33                               |
| 2010                              | Осло             | Feminnem                     | «Lako je sve»            | хорватська             | Все легко                  | Не вдалося кваліфікуватися       | Не вдалося кваліфікуватися       | 13-е                             | 33                               |
| 2011                              | Дюссельдорф      | Дарія Кінцер                 | «Celebrate»              | англійська             | Святкувати                 | Не вдалося кваліфікуватися       | Не вдалося кваліфікуватися       | 15-е                             | 41                               |
| 2012                              | Баку             | Ніна Бадрич                  | «Nebo»                   | хорватська             | Небо                       | Не вдалося кваліфікуватися       | Не вдалося кваліфікуватися       | 12-е                             | 42                               |
| 2013                              | Мальме           | Klapa s Mora                 | «Mižerja»                | хорватська             | Нещастя                    | Не вдалося кваліфікуватися       | Не вдалося кваліфікуватися       | 13-е                             | 38                               |
| Не брала участь в 2014-2015 роках |                  |                              |                          |                        |                            |                                  |                                  |                                  |                                  |
| 2016                              | Стокгольм        | Ніна Краліч                  | «Lighthouse»             | англійська             | Маяк                       | 23-є                             | 73                               | 10-е                             | 133                              |
| 2017                              | Київ             | Жак Худек                    | «My Friend»              | англійська, італійська | Мій друг                   | 13-е                             | 128                              | 8-е                              | 141                              |
| 2018                              | Лісабон          | Франка Бателич               | «Crazy»                  | англійська             | Божевільна                 | Не вдалося кваліфікуватися       | Не вдалося кваліфікуватися       | 17-е                             | 63                               |
| 2019                              | Тель-Авів        | Роко Блажевич                | «The Dream»              | англійська, хорватська | Мрія                       | Не вдалося кваліфікуватися       | Не вдалося кваліфікуватися       | 14-е                             | 64                               |
| 2020                              | Роттердам        | Дамір Кеджо                  | «Divlji vjetre»          | хорватська             | Дикий вітер                | Конкурс скасовано через COVID-19 | Конкурс скасовано через COVID-19 | Конкурс скасовано через COVID-19 | Конкурс скасовано через COVID-19 |
| 2021                              | Роттердам        | Альбіна Грчич                | «Tick-Tock»              | англійська, хорватська | Тік-так                    | Не вдалося кваліфікуватися       | Не вдалося кваліфікуватися       | 11-е                             | 110                              |
| 2022                              | Турин            | Міа Дімшич                   | «Guilty Pleasure»        | англійська, хорватська | Винне задоволення          | Не вдалося кваліфікуватися       | Не вдалося кваліфікуватися       | 11-е                             | 75                               |
| 2023                              | Ліверпуль        | Let 3                        | «Mama ŠČ!»               | хорватська             | Мама Щ!                    | 13-е                             | 123                              | 8-е                              | 76                               |
| 2024                              | Мальме           | Baby Lasagna                 | «Rim Tim Tagi Dim»       | англійська             | Рім Тім Тагі Дім           | 2-е                              | 547                              | 1-е                              | 177                              |
| 2025                              | Базель           | Марко Бошняк                 | «Poison Cake»            | англійська             | Отруйний торт              | Не вдалося кваліфікуватися       | Не вдалося кваліфікуватися       | 12-е                             | 28                               |

## Галерея

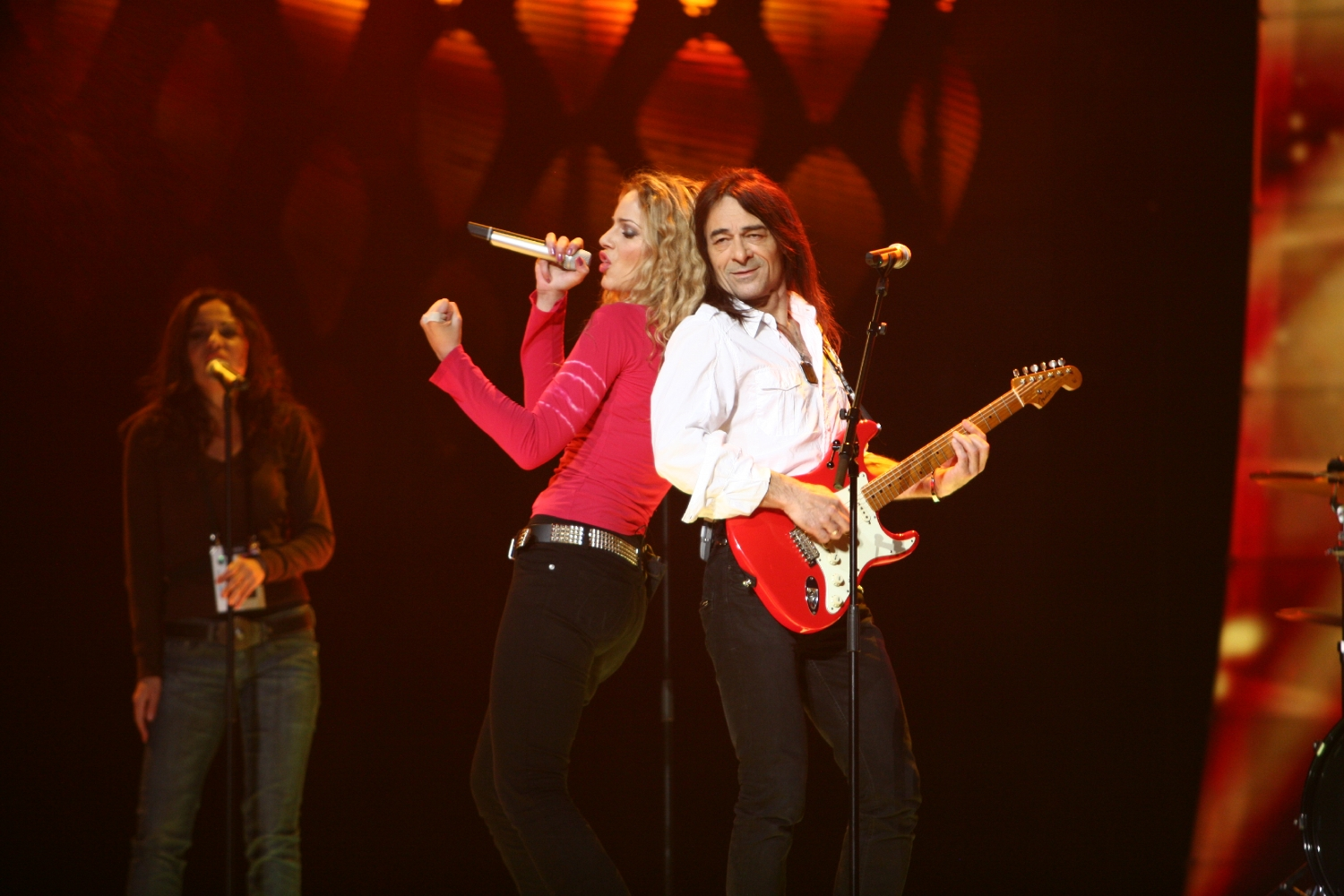
Dragonfly & Дадо Топич у Гельсінкі (2007)
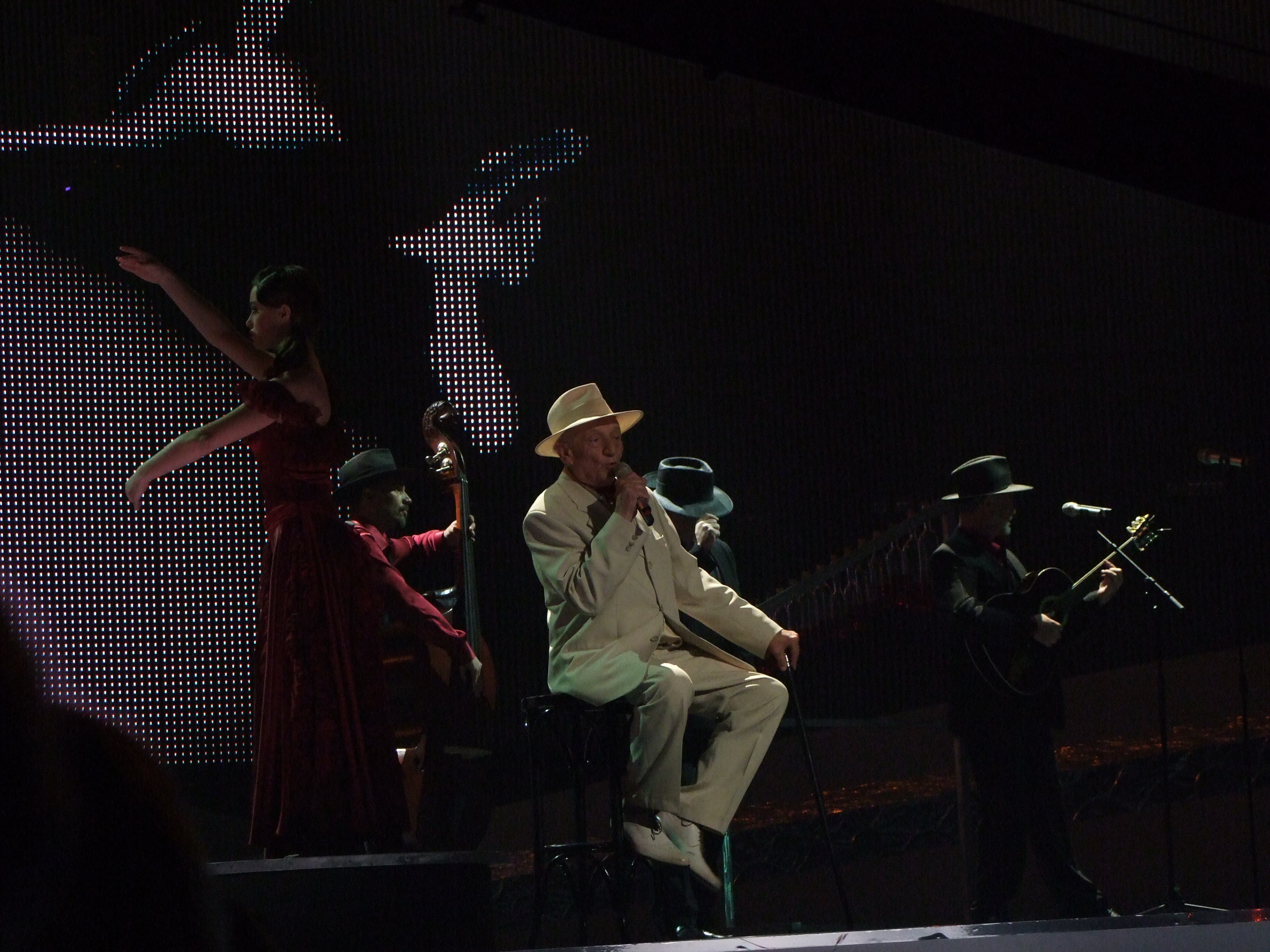
Kraljevi ulice i 75 cents у Белграді (2008)
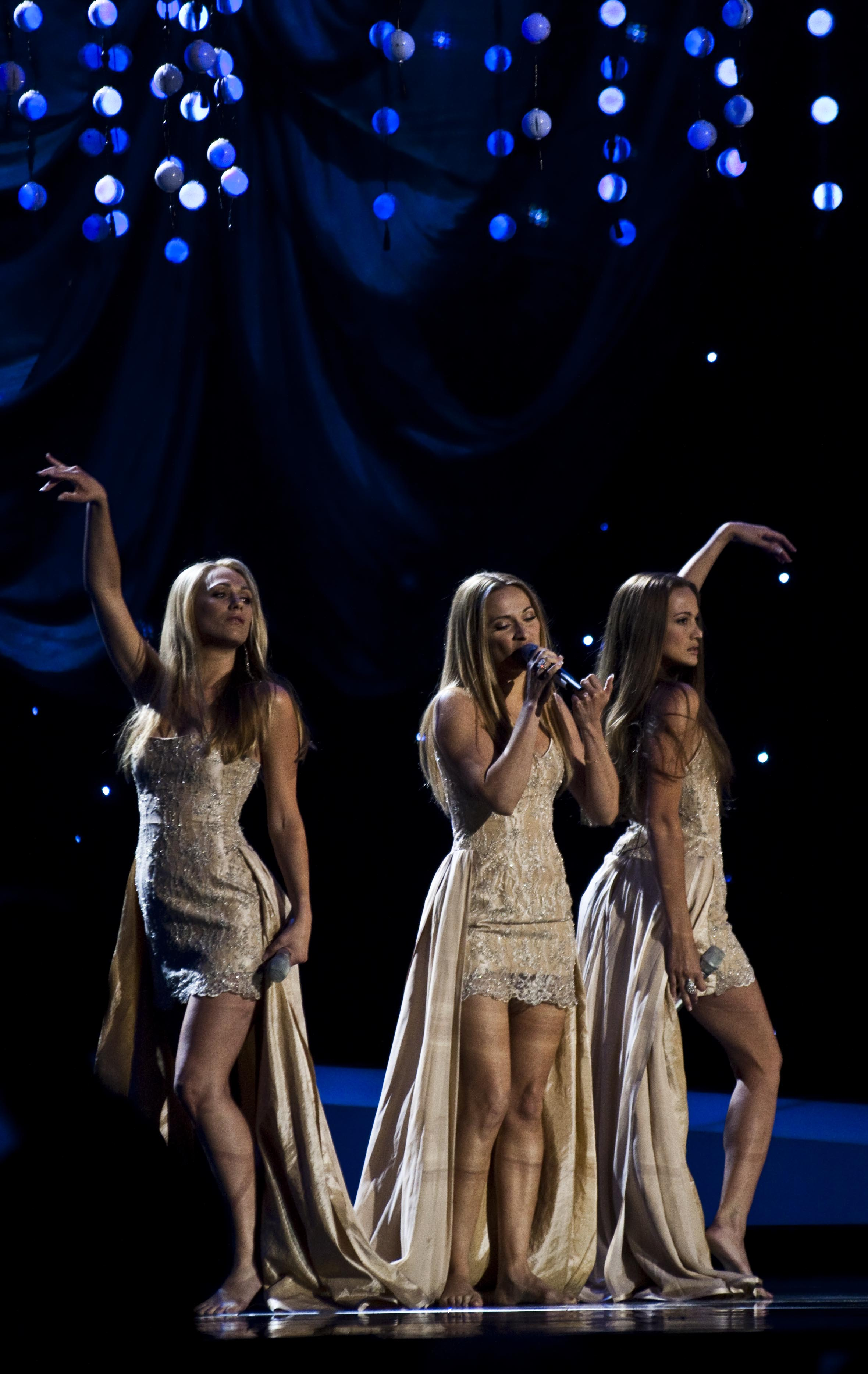
Feminnem в Осло (2010)
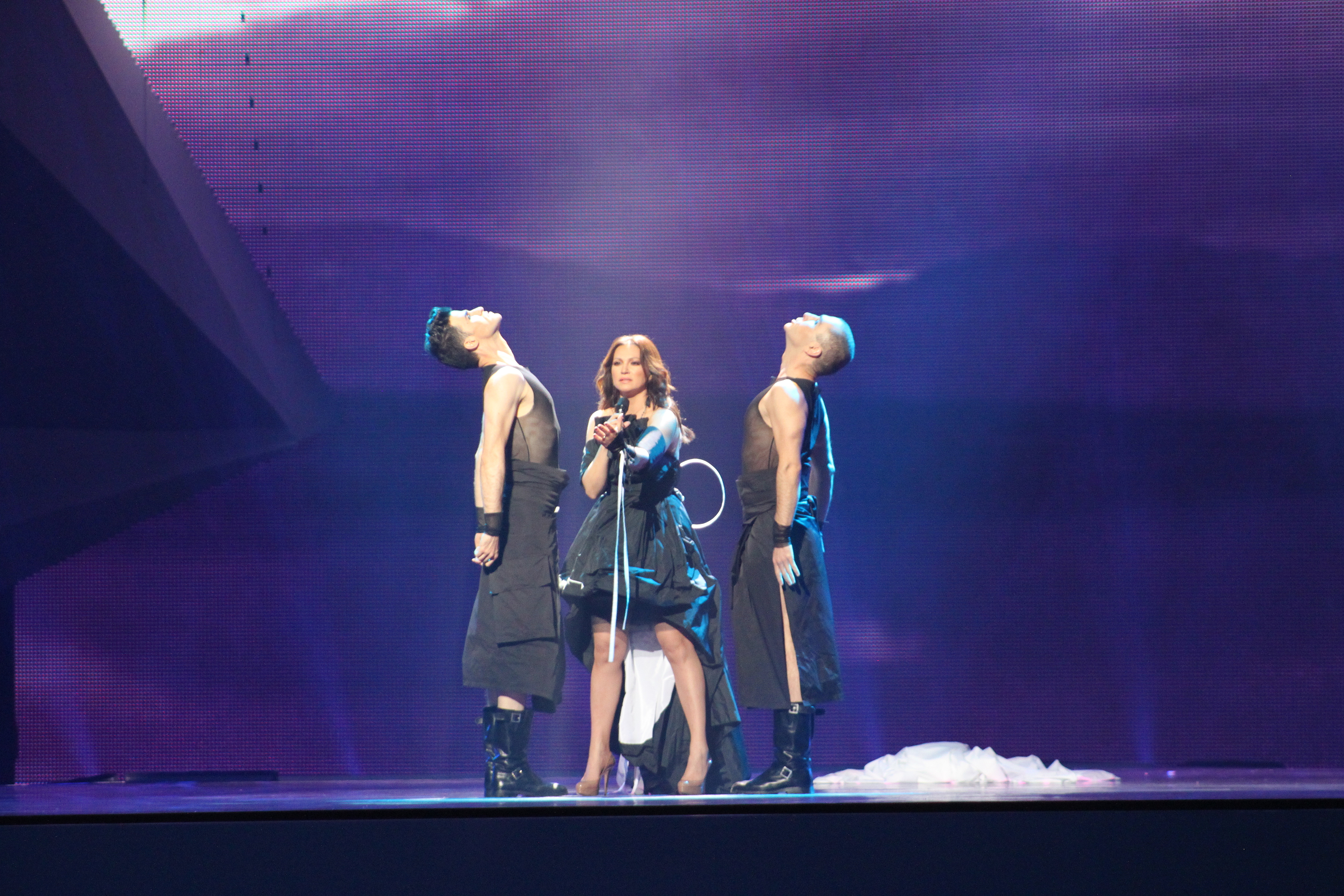
Ніна Бадрич у Баку (2012)
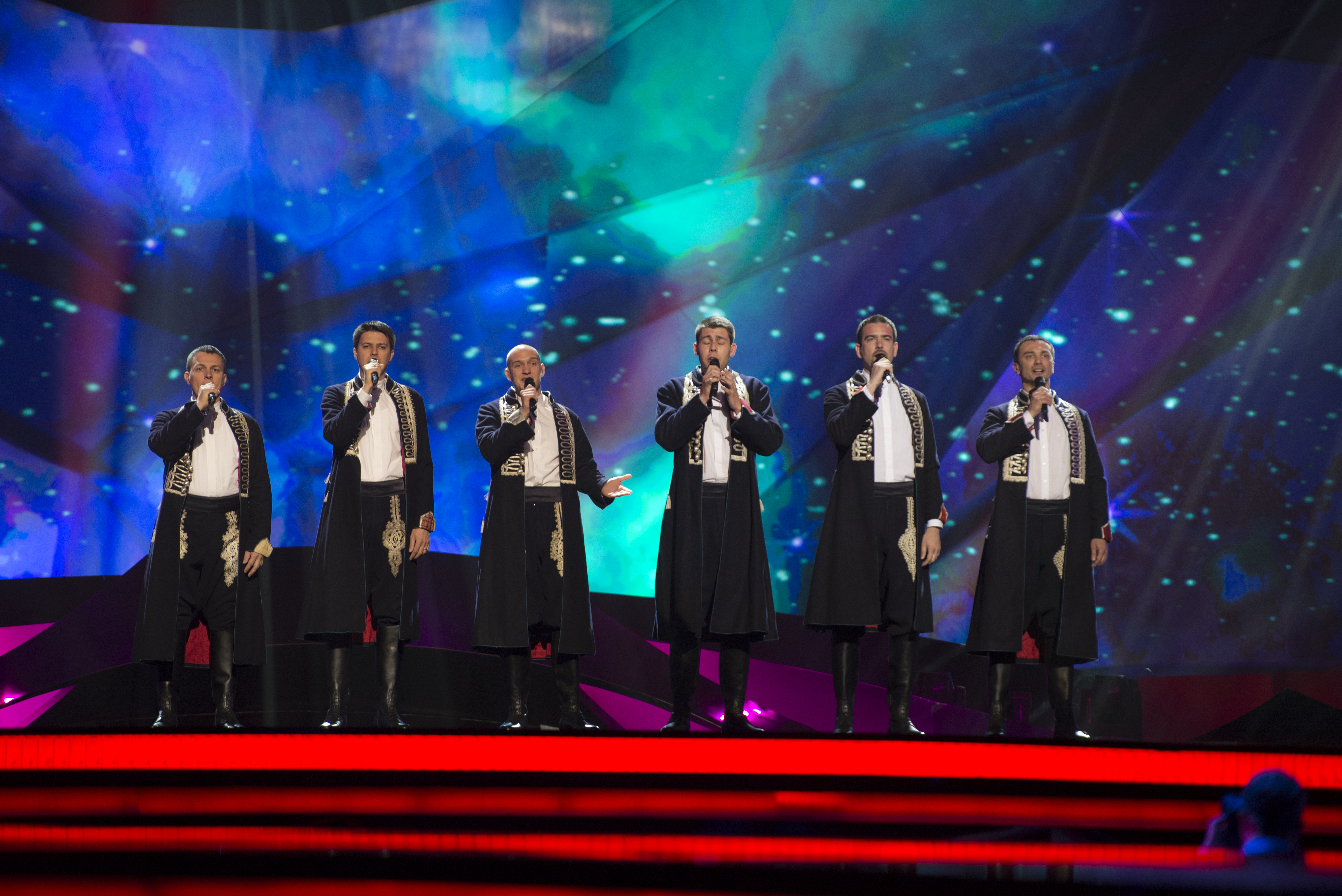
Klapa s Mora в Мальме (2013)
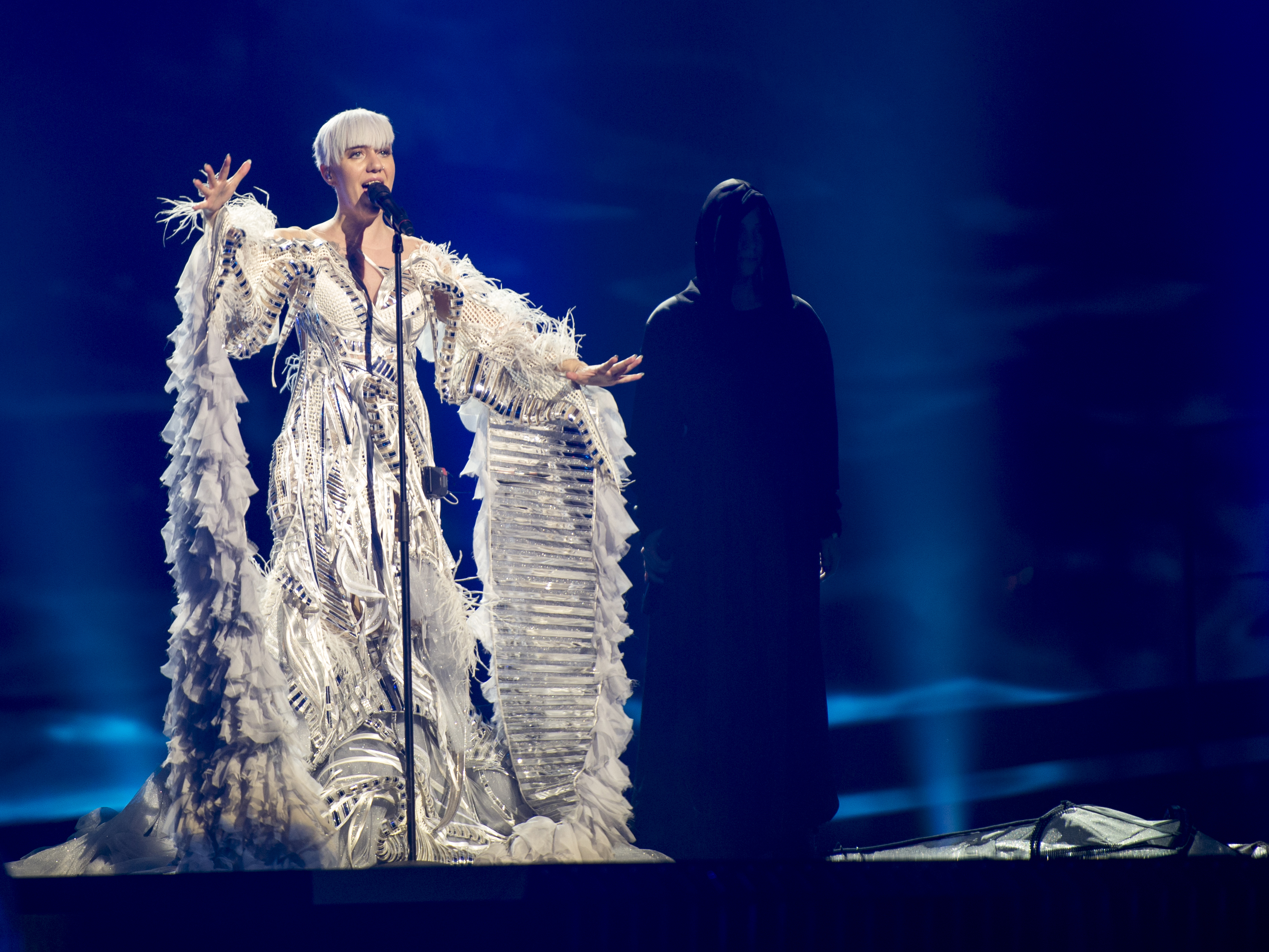
Ніна Краліч у Стокгольмі (2016)
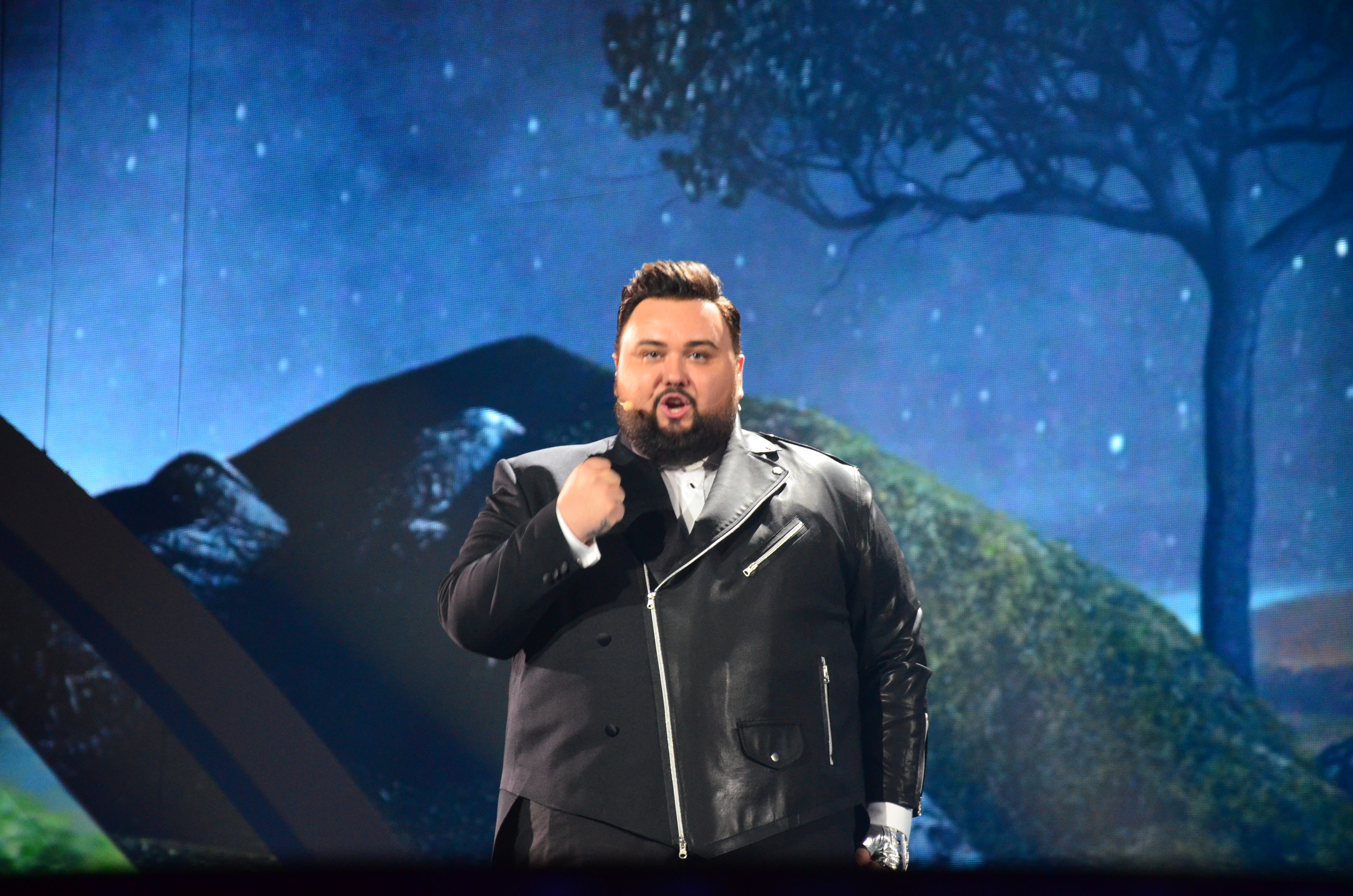
Жак Худек у Києві (2017)
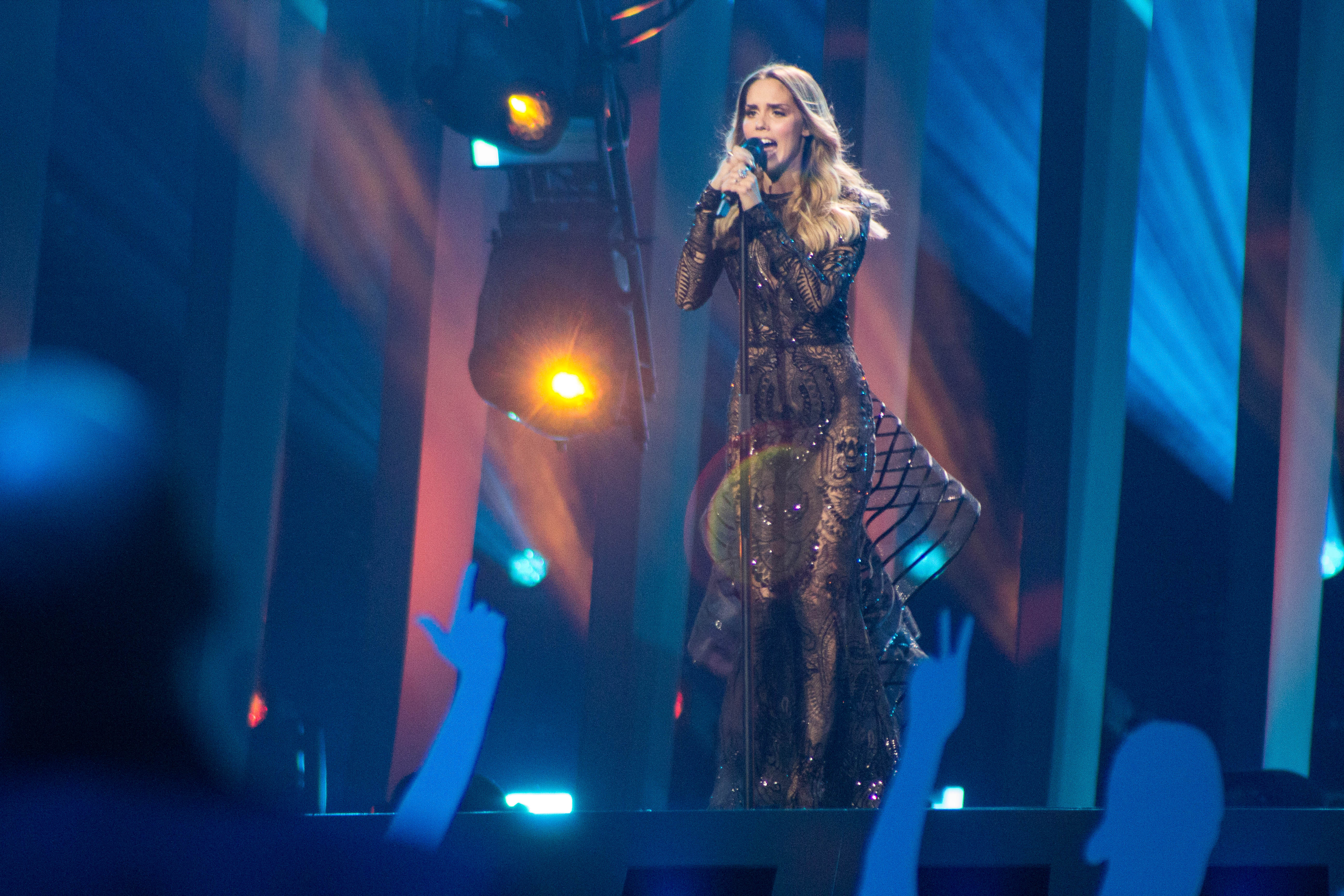
Франка Бателич у Лісабоні (2018)
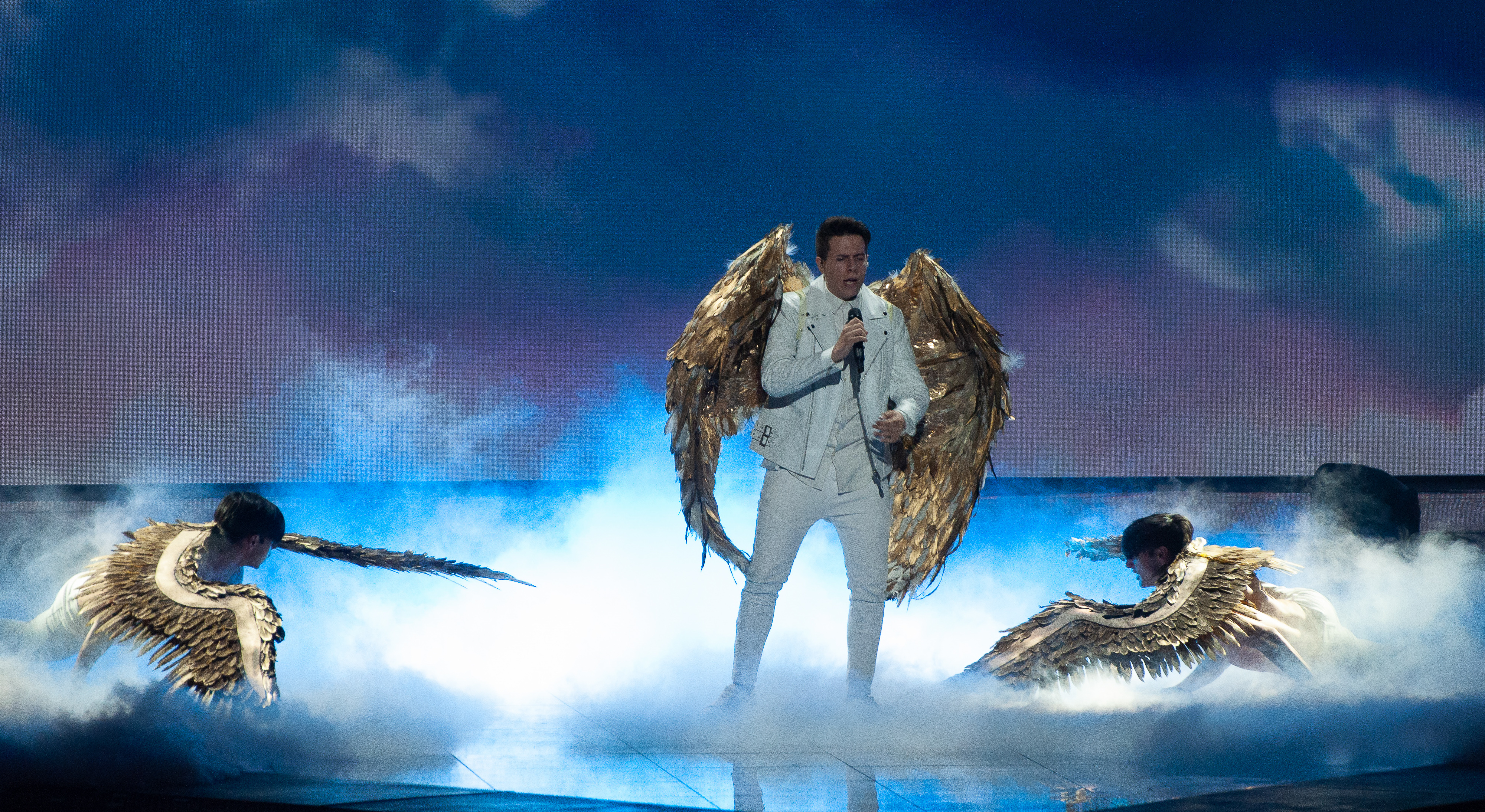
Роко Блажевич у Тель-Авіві (2019)
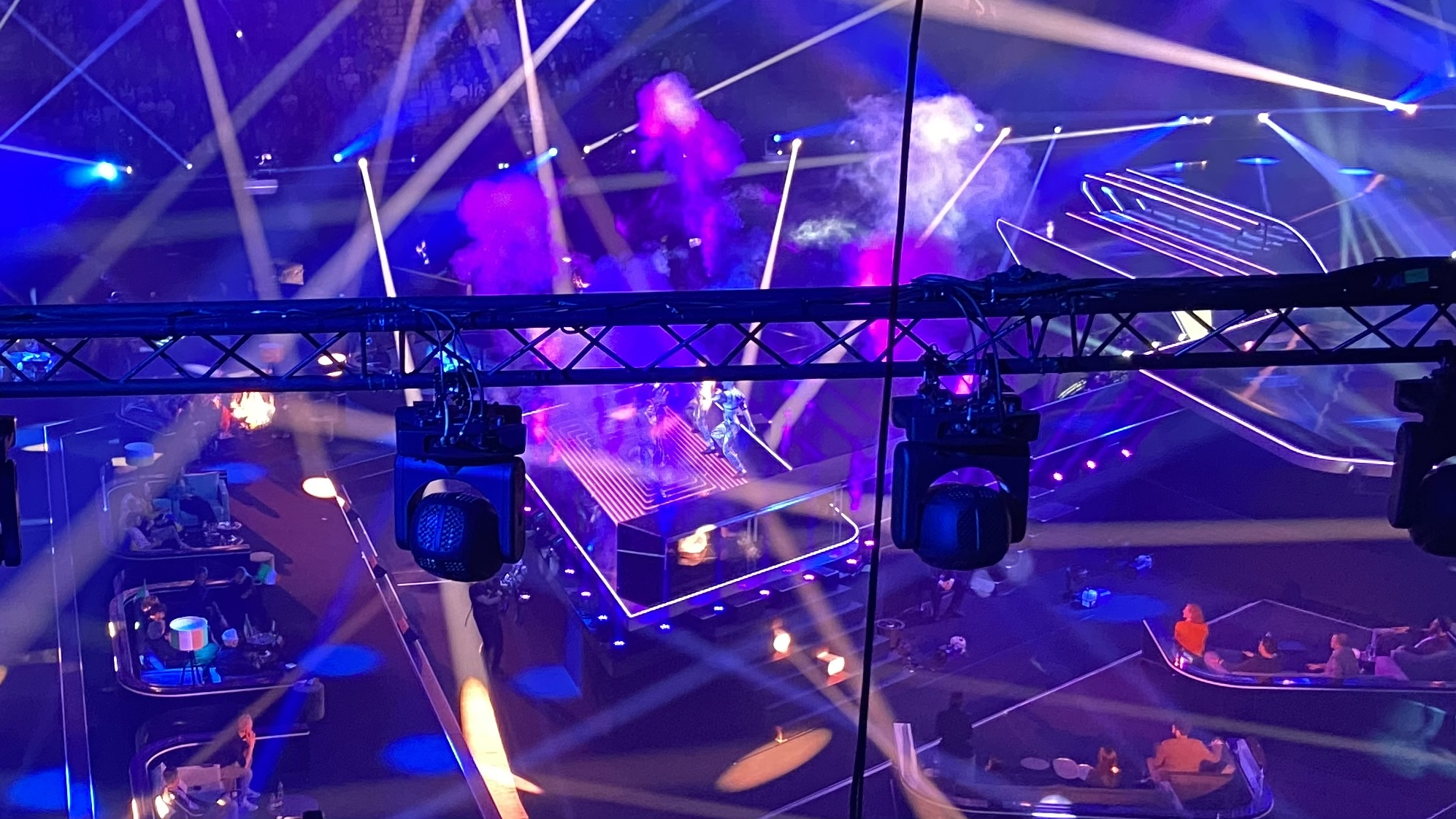
Альбіна Грчич у Роттердамі (2021)
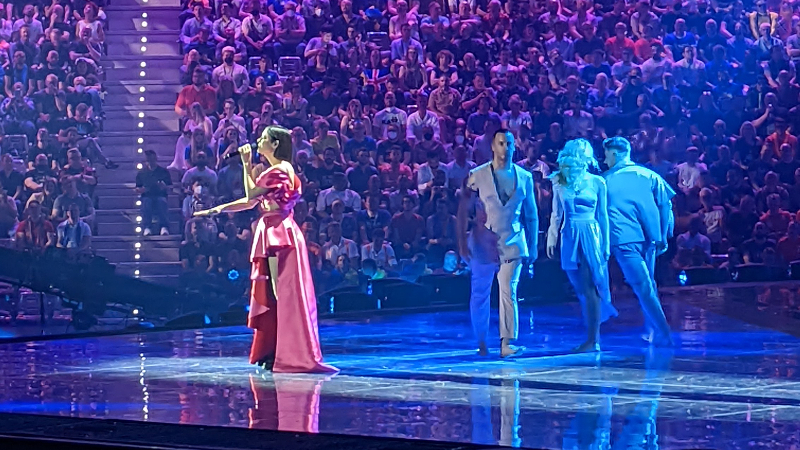
Міа Дімшич у Турині (2022)
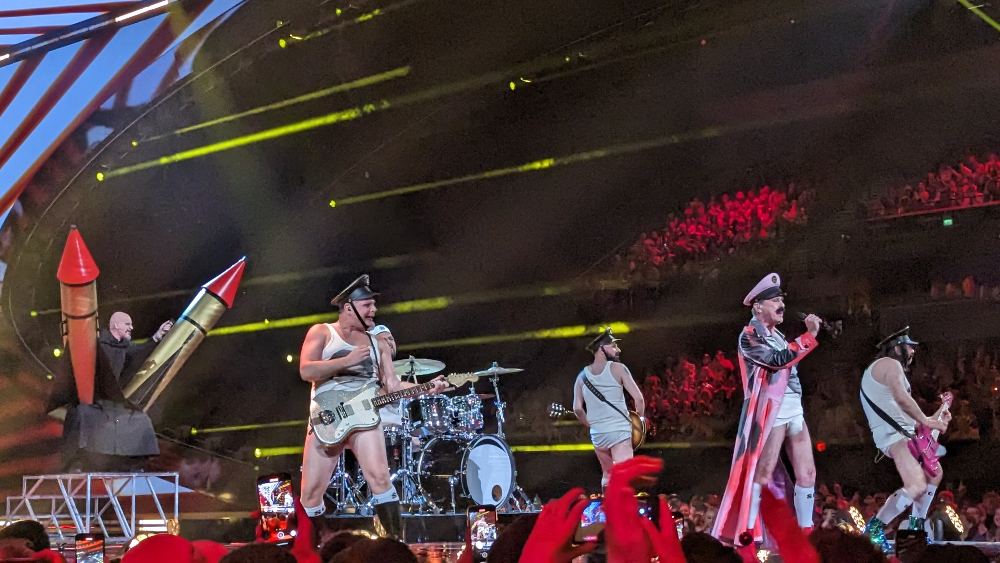
Let 3 у Ліверпулі (2023)
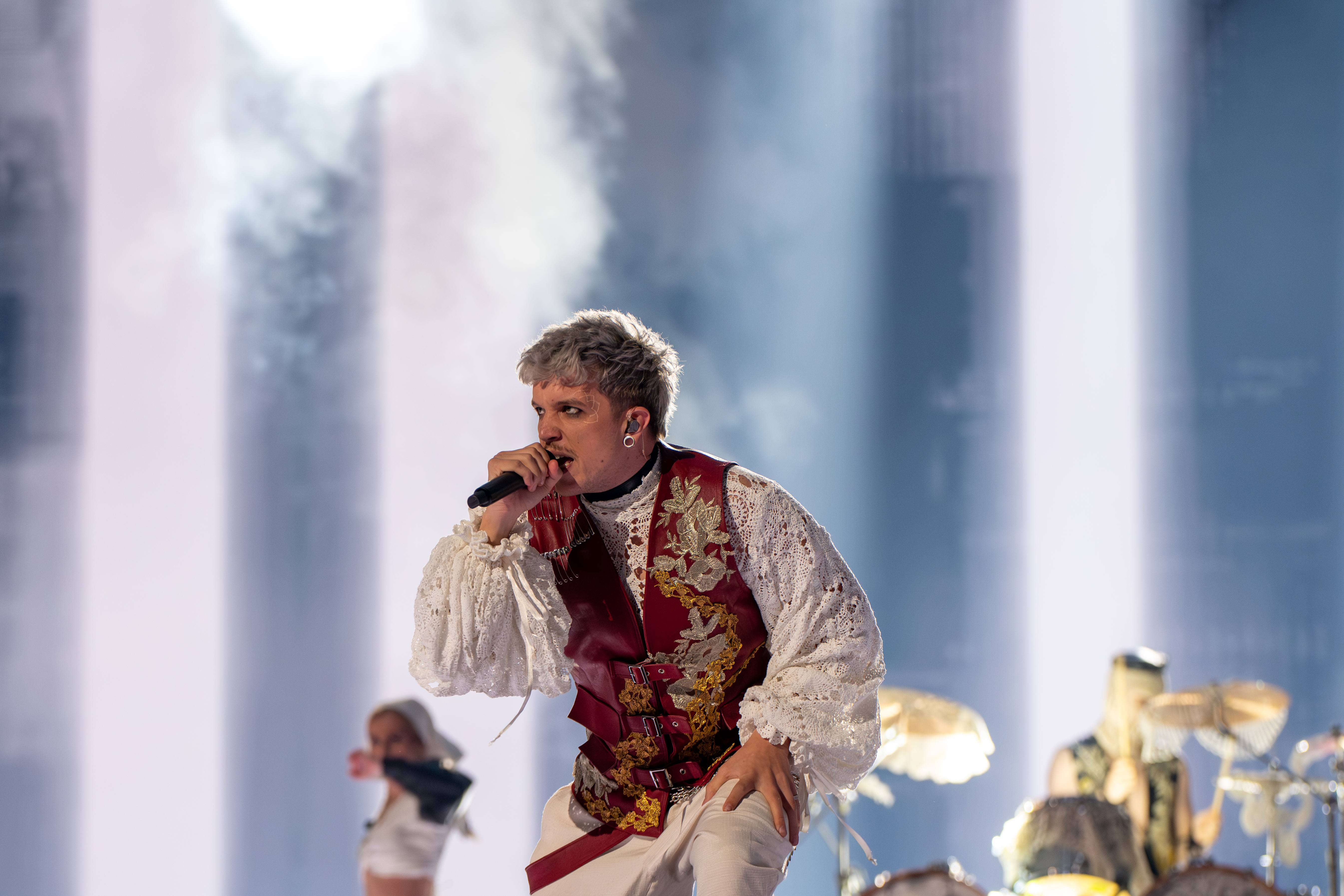
Baby Lasagna в Мальме (2024)

## Нагороди
Премія Марселя Безансона
| Рік  | Країна   | Категорія  | Виконавець   | Пісня              | Результат | Бали | Місце проведення | Прим. |
| ---- | -------- | ---------- | ------------ | ------------------ | --------- | ---- | ---------------- | ----- |
| 2024 | Хорватія | Приз преси | Baby Lasagna | «Rim Tim Tagi Dim» | 2-е       | 547  | Мальме           | [ 9 ] |

Переможець від OGAE
| Рік  | Пісня              | Виконавець   | Місце | Бали | Місто проведення |
| ---- | ------------------ | ------------ | ----- | ---- | ---------------- |
| 2024 | »Rim Tim Tagi Dim" | Baby Lasagna | 2-е   | 547  | Мальме           |

Премія Барбари Декс
| Рік  | Країна   | Виконавець  | Пісня        | Місце | Бали | Місто проведення |
| ---- | -------- | ----------- | ------------ | ----- | ---- | ---------------- |
| 2016 | Хорватія | Ніна Краліч | «Lighthouse» | 23-є  | 73   | Стокгольм        |

## Статистика голосувань (1993—2023)
| №  | Дано                 | Дано | Отримано             | Отримано |
| №  | Країни               | Бали | Країни               | Бали     |
| -- | -------------------- | ---- | -------------------- | -------- |
| 1  | Боснія і Герцеговина | 144  | Словенія             | 137      |
| 2  | Сербія               | 142  | Боснія і Герцеговина | 115      |
| 3  | Італія               | 116  | Північна Македонія   | 77       |
| 4  | Словенія             | 98   | Мальта               | 71       |
| 5  | Мальта               | 85   | Німеччина            | 57       |
| 6  | Росія                | 82   | Австрія              | 56       |
| 7  | Україна              | 77   | Швейцарія            | 54       |
| 8  | Північна Македонія   | 74   | Туреччина            | 50       |
| 9  | Велика Британія      | 66   | Сербія               | 35       |
| 10 | Франція              | 62   | Україна              | 31       |

## Нотатки
1. ↑  Згідно з тодішніми правилами Євробачення, десятка кращих країн, які не входили до «Великої четвірки» минулого року, разом із Великою четвіркою автоматично потрапляли до великого фіналу без участі у півфіналі. Хоча Сербія та Чорногорія зайняла 7-е місце в 2005 році, країна не брала участі в Євробаченні 2006, і місце у фіналі було присуджено Хорватії, яка посіла 11-е місце.
2. ↑  Містить фразу італійською